# 12 juillet 1972
Le mercredi 12 juillet 1972 est le 194e jour de l'année 1972.

## Naissances
- Travis Best, joueur américain
- Aleksandr Kouzminski, joueur professionnel de hockey sur glace
- Shōsuke Tanihara, acteur japonais
- Emmanuel Fernandez, pratiquant français de combat libre
- Cédric Gervy, chanteur belge
- Tibor Benedek, joueur de water-polo hongrois
- Brett Reed, batteur américain
- Jake Wood, un acteur britannique
- Clayton Ince, footballeur trinidadien
- Noëlle van Lottum, joueuse de tennis néerlandaise et française
- Raf Terwingen, homme politique belge flamand
- Lady Saw, chanteuse de reggae dancehall
- Sundar Pichai, président-directeur général de Google
- Valérie Grandjean, citoyenne française

## Décès
- Raymond Janin (né le 31 août 1882), prêtre assomptionniste et historien byzantiniste français
- Carles Bestit (né le 7 mars 1908), footballeur espagnol
- Mohammed Ben Ammar (né le 1er août 1889), juriste et magistrat tunisien
- Piotr Rehbinder (né le 3 octobre 1898), physicien et chimiste soviétique
- Serge Golon (né le 23 août 1903), écrivain français d'origine russe

## Autres événements
- Création de l'opéra Taverner à Covent Garden
- Sortie américaine du film Pas vu, pas pris
- Cuba rejoint le Conseil d'assistance économique mutuelle lors de sa 26e session à Moscou[1].
- Sortie de la chanson Ben de Michael Jackson